# Limours
Ne doit pas être confondu avec Limours (doyenné).
Cet article possède un paronyme, voir Limoux.
Limours (prononcé [limuʁ] ), parfois appelée Limours-en-Hurepoix, est une commune française située à trente et un kilomètres au sud-ouest de Paris dans le département de l’Essonne en région Île-de-France.
Situé sur un plateau traversé par un ruisseau, la Prédecelle, le bourg agricole et commerçant rival d’Arpajon fut intégré au domaine royal en 1376 par Charles V, puis donné en apanage aux mignons et favoris. Limours fut dans les années 1930 directement reliée à Paris par la ligne Paris - Chartres par Gallardon jusqu’à sa fermeture à la veille de la Seconde Guerre mondiale. Dès lors restée relativement à l’écart des axes majeurs de communication, elle conserve son aspect rural, avec près de 55 % du territoire consacré à la grande culture céréalière et plus de 20 % occupés par des bois communaux, un centre-ville commerçant, privilégiée pour l’accueil des équipements structurants par son ancien statut de chef-lieu de canton et de principal centre urbain de l’intercommunalité.
Ses habitants sont appelés les Limouriens.

## Géographie

### Situation

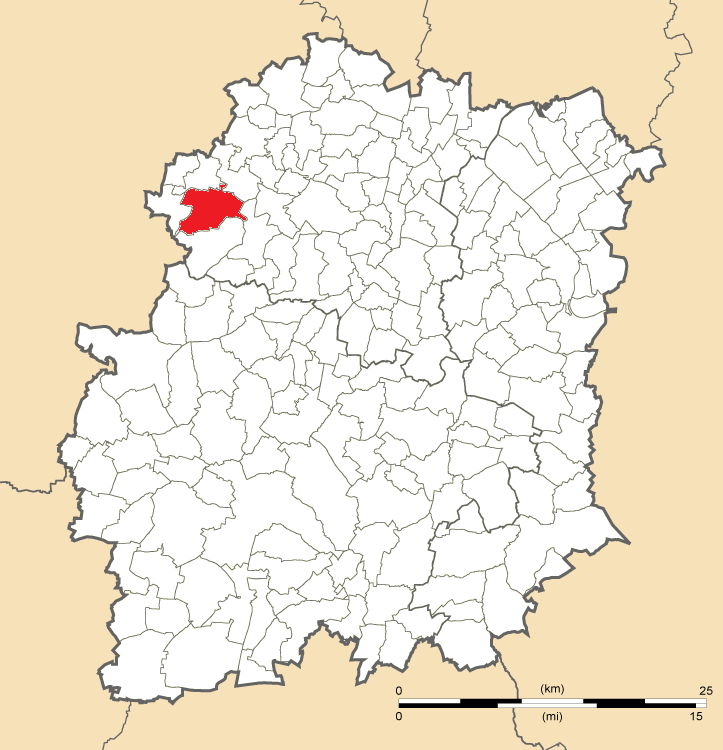
Position de Limours en Essonne.

Limours est située dans la région Île-de-France, dans l’ouest du département de l’Essonne, dans ce qui était autrefois le pays et aujourd’hui la région naturelle du Hurepoix.
La commune occupe un territoire ayant approximativement la forme d’un losange dont les diagonales mesurent cinq kilomètres du nord-est au sud-ouest et six kilomètres d’ouest en est, totalisant une superficie de mille quatre cent vingt-cinq hectares. L’Institut national de l'information géographique et forestière donne les coordonnées géographiques 48° 38′ 43″ N, 2° 04′ 36″ E au point central de ce territoire.
Plus de 77 % de ce territoire était en 2003 encore qualifié de rural, distingués entre deux cent quatre-vingt-seize hectares de forêt et huit cents hectares d’espaces agricoles, au nord du domaine. L’urbanisation est concentrée dans la partie centrale de la commune, sans continuité avec le hameau de Roussigny, au nord-est du centre-ville et celui du Cormier, au sud-ouest. Installée sur un sous-sol de sables de grès de Fontainebleau, le territoire communal s’étage entre cent mètres au sud-est et cent soixante-dix-sept mètres au nord, sur le plateau dit « de Limours », traversé par le vallon du ruisseau la Prédecelle qui arrose la commune d’ouest en est.
Jadis en bonne position[C'est-à-dire ?] dans l’ancien département de Seine-et-Oise, la commune est aujourd’hui excentrée dans le département de l’Essonne.
Elle est située à trente et un kilomètres au sud-ouest de Paris-Notre-Dame, point zéro des routes de France, vingt-sept kilomètres à l’ouest d’Évry, quatorze kilomètres au sud-ouest de Palaiseau, vingt-cinq kilomètres au nord-ouest d’Étampes, trente kilomètres au nord-ouest de Corbeil-Essonnes, quatorze kilomètres à l’ouest de Montlhéry, quatorze kilomètres au nord-ouest d’Arpajon, quatorze kilomètres au nord-est de Dourdan, vingt-sept kilomètres au nord-ouest de La Ferté-Alais et trente-neuf kilomètres au nord-ouest de Milly-la-Forêt.

### Hydrographie

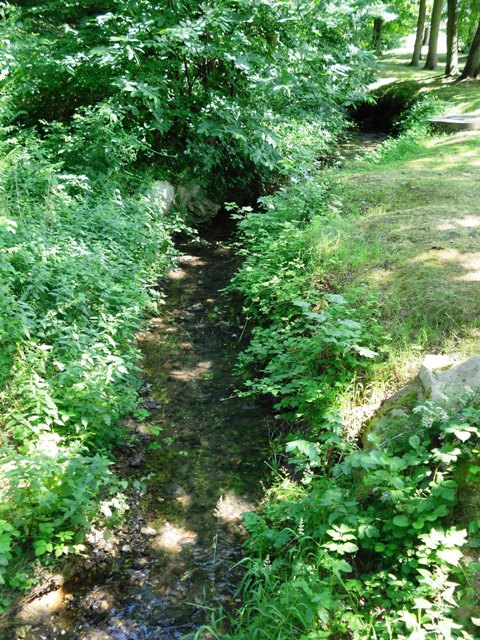
La Prédecelle.

Limours est traversée d’ouest en est par le ruisseau la Prédecelle qui entre par les garennes du Pommeret depuis Pecqueuse, traverse le centre-ville et quitte le territoire dans le bois Chaperon pour entrer à Forges-les-Bains. Il est alimenté par plusieurs petits ruisseaux dont celui de Roussigny sur la rive gauche. À l’extrême sud-ouest du territoire coule le ruisseau Blain au lieu-dit Le Cormier.
Plusieurs petites mares sont réparties sur le territoire, au Pommeret, à la Bénerie, à Roussigny, d’autres plans d’eau artificiels ont été aménagés, dont un lavoir au Cormier, un lac dans le parc de l’ancien couvent et un canal dans le parc de l’ancien château. Des lieux-dits rappellent la présence d’étendue d’eau, dont les mares Savines et les mares Jombardes.

### Relief et géologie
Le territoire de Limours est installé sur le vaste plateau homonyme qui domine au sud la vallée de la Rémarde et au nord la vallée de l’Yvette.
Le centre-ville de la commune est en fait implanté dans le vallon peu encaissé creusé par le ruisseau la Prédecelle marquant sur l’espace communal deux déclivités vers le nord et le sud. Les altitudes extrêmes sont de cent à cent soixante-dix sept mètres mais le réseau de bornes géodésiques de l’Institut national de l'information géographique et forestière permet de dessiner les contours du relief.
Ainsi, à l’extrême nord, une borne à la Croix Gohier est à cent soixante-seize mètres d’altitude, une autre borne sur le mur de l’église en centre-ville est à cent trente-quatre mètres, une troisième à l’extrême sud dans le hameau du Cormier culmine à cent soixante-cinq mètres.
D’ouest en est, le cours du ruisseau suit une pente douce avec une altitude de cent cinquante-six mètres à la frontière avec Pecqueuse et une altitude de cent dix mètres à la frontière avec Forges-les-Bains.
Le sous-sol de la commune est caractéristique de celui du grand Bassin parisien, composé en surface de sable et de grès, puis de la marne et du gypse à peine mis au jour par l’érosion du ruisseau et enfin du calcaire, qui n’apparaît nulle part en surface sur ce plateau.

### Communes limitrophes
Le territoire de Limours est bordé au nord et au nord-ouest par Les Molières, au nord-est par Gometz-la-Ville, à l’est par Briis-sous-Forges puis Forges-les-Bains qui occupent aussi le sud-est et le sud, séparée par le ruisseau la Prédecelle, une très courte frontière est marquée par la route départementale 988 avec la commune yvelinoise de Bonnelles, l’ouest est séparé de Pecqueuse, frontière là aussi en partie matérialisée par le ruisseau la Prédecelle.

### Climat
Pour des articles plus généraux, voir Climat de l'Île-de-France et Climat de l'Essonne.
En 2010, le climat de la commune est de type climat océanique dégradé des plaines du Centre et du Nord, selon une étude du CNRS s'appuyant sur une série de données couvrant la période 1971-2000. En 2020, Météo-France publie une typologie des climats de la France métropolitaine dans laquelle la commune est exposée à un climat océanique altéré et est dans la région climatique Sud-ouest du bassin Parisien, caractérisée par une faible pluviométrie, notamment au printemps (120 à 150 mm) et un hiver froid (3,5 °C).
Pour la période 1971-2000, la température annuelle moyenne est de 10,8 °C, avec une amplitude thermique annuelle de 15,1 °C. Le cumul annuel moyen de précipitations est de 674 mm, avec 11,2 jours de précipitations en janvier et 7,5 jours en juillet. Pour la période 1991-2020, la température moyenne annuelle observée sur la station météorologique la plus proche, située sur la commune de Choisel à 6 km à vol d'oiseau, est de 11,1 °C et le cumul annuel moyen de précipitations est de 709,1 mm,. Pour l'avenir, les paramètres climatiques de la commune estimés pour 2050 selon différents scénarios d'émission de gaz à effet de serre sont consultables sur un site dédié publié par Météo-France en novembre 2022.

### Voies de communication et transports
Limours marque l’intersection de plusieurs routes importantes du territoire, elle est ainsi traversée du nord-est au sud-ouest par la route départementale 988, l’ancienne route de Paris à Chartres, du nord-ouest au sud par la route départementale 838, l’ancienne route de Versailles à Orléans, elle marque le début de la route départementale 152 qui suit les rivières de la Prédecelle, de la Rémarde et de l’Orge jusqu’à Brétigny-sur-Orge vers l’est et elle est traversée d’ouest en est par la route départementale 24 qui mène à Montlhéry. Dans la commune voisine de Briis-sous-Forges passe l’autoroute A10 sans qu’il n’y ai toutefois d’échangeur autoroutier, l’accès se fait donc en aval à Longvilliers peu avant la barrière de péage de Saint-Arnoult-en-Yvelines ou en amont par l’échangeur de Marcoussis avec la route nationale 104.
Aujourd’hui, plus aucun transport en commun ferré ne passe par la commune, la portion entre Saint-Rémy-lès-Chevreuse et Limours de la ligne de Sceaux ayant été désaffectée et la ligne Paris - Chartres par Gallardon n’ayant fonctionné que huit ans, l’accès à la ligne B du RER d'Île-de-France se fait donc par les gares de Gif-sur-Yvette, Bures-sur-Yvette ou plus fréquemment Orsay-Ville. Pour combler ce manque, plusieurs lignes d’autobus assurent la liaison avec les gares ou les centres urbains voisins. La ligne du réseau de bus Centre et Sud Yvelines et les lignes 62 et 63 du réseau de bus Essonne Sud Ouest permettent d’atteindre la gare de Rambouillet et Dourdan, le réseau de bus Centre et Sud Yvelines dispose des lignes 39.05, 39.07 et 39.14 vers la gare d'Orsay - Ville, 39.13 vers la gare de Saint-Rémy-lès-Chevreuse, 39.18 vers Arpajon, s’ajoutent deux lignes affectées au transport scolaire, la 39.29 pour la desserte du collège Jean Moulin et la 39.30 pour la desserte du lycée Jules Verne. Dans la commune voisine de Briis-sous-Forges est installée une des premières gares autoroutières, reliée au réseau de bus Essonne Sud Ouest avec la ligne 91.02 vers le parc d'activités de Courtabœuf et la ligne 91.03 vers la gare multimodale de Massy - Palaiseau.
Implantée à l’extrême ouest du département, la commune est relativement épargnée par les nuisances aériennes de l’aéroport de Paris-Orly situé à vingt-trois kilomètres au nord-est et de celles de l’aéroport de Toussus-le-Noble situé à douze kilomètres au nord et réservé à l’aviation générale et d’affaires. L’aéroport de Paris-Charles-de-Gaulle est lui situé à cinquante-trois kilomètres au nord-est.

### Lieux-dits, écarts et quartiers
Le découpage du territoire est encore marqué par l’évolution historique de la commune. Autour du centre-ville se démarquent plusieurs quartiers récents, créés au fur et à mesure du lotissement des terrains rendus disponibles. En partant de l’ouest et dans le sens des aiguilles d’une montre, se trouvent le Valménil, Chambord et la Picaudière, le Colombier, la résidence des Hauts-du-Parc, les Concessions presque exclusivement occupé par le lycée, Beethoven, la Solidarité, la Guérinière et Saint-Joseph. Au sud, dans l’ancien terrain des Picpuciens se trouve le quartier pavillonnaire de la Plaine du Couvent et les Cendrières, à l’ouest, proche de la frontière avec Pecqueuse, le Silo et la Villa des Pommiers, au nord, Chaumusson, le Chat Noir et Clamageran. Deux hameaux sont à l’écart du bourg, le Cormier à l’extrême sud qui forme une continuité avec le hameau de Malassis à Forges-les-Bains et Roussigny, au nord-est. Enfin, plusieurs lieux-dits comportent quelques maisons ou des grosses fermes, le Pommeret à l’ouest, les Pavillons, la Bénerie, le Jardin au nord, Chanteraine à l’est, la Maison Grise au sud.

## Urbanisme

### Typologie
Au 1er janvier 2024, Limours est catégorisée petite ville, selon la nouvelle grille communale de densité à sept niveaux définie par l'Insee en 2022.
Elle appartient à l'unité urbaine de Limours, une agglomération intra-départementale regroupant deux  communes, dont elle est ville-centre,,. Par ailleurs la commune fait partie de l'aire d'attraction de Paris, dont elle est une commune de la couronne,. Cette aire regroupe 1 929 communes,.

### Logement
En 2004, on comptait 2 551 logements à Limours, soit une moyenne de 2,51 habitants par logement. Soixante-douze pour cent des occupants étaient propriétaires, pourcentage que l’on peut rapprocher des 73 % de maisons individuelles.
En 2009, quelque trois cent trente-trois logements ressortent plus ou moins du logement social, parmi lesquels dix-neuf logements de fonction communaux et quinze logements « très sociaux ». Les autres deux cent quatre-vingt-dix-neuf logements sociaux font partie du parc HLM, soixante situés rue des écoles ont été construits en 1960, soixante-douze situés au quartier Beethoven et construits en 1973, cinquante sous le Viaduc, datent de 1980. Le dernier programme, avenue des Moines, en 1988 comprenait cent douze logements dont cinquante-neuf dans la résidence pour personnes âgées. Dix nouveaux logements sont prévus pour 2010, dans l’ancienne caserne de gendarmerie,.
En 2009, deux cent quarante-six logements HLM étaient répartis sur le territoire, soit 11 % du parc. Il est à noter que Limours ne faisant pas partie d'une agglomération de plus de 50000 habitants, elle n'est pas concernée par l'article 55 de la loi SRU qui prévoit 20% de logements sociaux.

## Toponymie
Lemausum en 697, Lemauso en 703, Lemurium, Limors en 1091, Limos en 1208, Limosium  et Limoues  au XIIIe siècle.
Lemauso en 703, est, selon toute apparence, également formé du mot gaulois lemo qui signifie orme, avec le suffixe -ausus présent dans d'autres noms celtiques.
Ceci suggère qu’une communauté ait pu s’implanter à proximité de la Prédecelle dès le premier millénaire avant notre ère. Une autre étymologie basée sur le nom cité en 1091, limors en latin, le rapproche des mots gaulois Li et Amor, littéralement le « lieu des amours », thèse éventuellement confirmée par l’appellation jusqu’au début du XXe siècle d’un bois, le « Temple de l’Amour ».
Le nom de Chaumusson est construit sur la racine indo-européenne kal qui signifie terrain élevé et découvert. Ce nom préceltique suggère l’établissement d’une population dès le Néolithique. Le nom de Cormier vient du gaulois Corma qui désigne une variété de sorbier. Le nom du dernier hameau périphérique de Limours, Roussigny, est issu d’un patronyme latin, Roscinius, ou un nom voisin, auquel s’est rajouté le suffixe gaulois acum. Une occurrence de Rossignacum est signalée en 1225.

## Histoire

### Les origines
Le nom de Limours vient du mot gaulois limo ou lemo qui signifie orme. Ceci suggère qu’une communauté ait pu s’implanter à proximité de la Prédecelle dès le premier millénaire avant notre ère. Des vestiges du paléolithique ont été retrouvés sur les plateaux. Après la conquête de la Gaule par les Romains, une route fut construite qui reliait Autricum à Lutèce et passait par l’actuel Limours dont le nom n’est pourtant attesté qu’en 703, sous sa forme latine de Lemausum, dans une charte de Childebert III. Le XIIe siècle vit les moines clunisiens de Notre-Dame de Longpont ouvrir une grange au hameau du Cormier. L’église de Limours, érigée en paroisse, avait été donnée en 1091 à l’abbaye de Bourgueil, bénédictine.
Jusqu’à la fin du XIVe siècle, Limours n’était qu’un petit fief de rang très modeste qui dépendit successivement des seigneurs de Montlhéry, de Montfort, du duc de Bretagne Pierre Ier Mauclerc avant d’être racheté en 1376 par le roi de France Charles V qui le donna à son chambellan, Jacques de Monmort, par ailleurs seigneur de Briis et de Gometz. Le village ne comportant aucune muraille de protection, lors de la guerre de Cent Ans, c’est au château de Briis que les habitants durent aller se réfugier.

### L'ancien régime

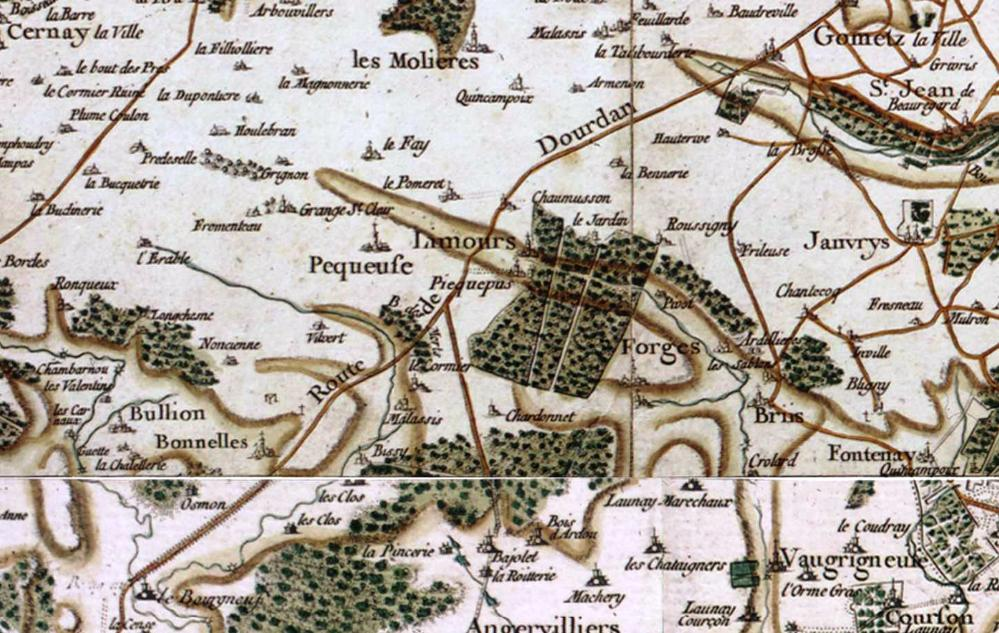
Carte de la région de Limours au XVIIIe siècle.

Totalement ruiné après la guerre de Cent Ans, le village fut reconstruit à la fin du XVe siècle et obtint le titre de « ville » en 1506 de la part du roi Louis XII.
En 1516, le conseiller de François Ier, Jean Poncher, acquit le domaine de Limours et fit construire une église au-dessus de la crypte de l’ancienne église, mais en 1545, étant accusé de détournements de fonds du trésor royal, ses biens furent confisqués et François Ier donna la seigneurie de Limours à sa favorite Anne de Pisseleu, duchesse d'Étampes. Celle-ci fit construire un château, qui eut par la suite des propriétaires célèbres : Diane de Poitiers, Richelieu, Gaston d'Orléans, qui fit appel à Jules Hardouin-Mansart pour la construction d'un aqueduc souterrain et de six pavillons aux entrées du parc, la comtesse de Brionne, qui fit restaurer le château en très mauvais état.
En 1615, le comte de Limours Louis Hurault avait fait don d’une partie du parc à des religieux picpuciens qui bâtirent un couvent.
En 1650, une école payante permettait aux jeunes garçons d’apprendre à lire. Dès le début du XVIIIe siècle, le conseil de fabrique de la paroisse nomma une maîtresse d’école pour l’instruction des filles. Jusqu’en 1791, les maîtres d’école dépendaient de la fabrique, mais, à partir de 1792, ils dépendirent de la municipalité qui éleva le niveau en recrutant un instituteur diplômé de l’école normale de Versailles après la Loi Guizot en 1833.
En 1778, Prévost, régisseur de la comtesse de Brionne, donnait cette description de Limours :

« Cette petite ville de Limours consiste en une place carré-long, entourée de maisons qui se tiennent. Une fort belle halle occupe le milieu de la place ; l’église paroissiale en termine le bout du côté du levant. Elle n’est guère susceptible d’agrandissement, étant bornée au levant derrière l’église par le parc du château, au midi par le château et par un couvent de Picpus, au couchant par la maison de M. de Chavanne et au nord par une butte appelée de temps immémorial, la butte du Moulin à Vent. »

Le recensement de 1790 fait état d’une population de sept cents habitants regroupés en cent soixante « feux » dont on connaît la répartition professionnelle : soixante et onze agriculteurs, cinquante-neuf artisans et soixante-quatre commerçants, gens de l’administration ou du château.
La majorité de ceux qui travaillaient la terre ne la possédaient pas. La comtesse de Brionne était propriétaire de près de 50 % des terres. Les autres propriétaires étaient le couvent de Picpus, le prieuré de Limours, M. de Poilloué de Saint Mars et cinq ou six laboureurs.
En 1790, sur une surface totale un peu plus petite (1 345 hectares), les terres labourables, prés, vignes, friches et mares représentaient, avec 740,5 hectares, une part très proche de celle de 1994 alors que la surface des bois était inférieure (144 hectares). Il est vrai qu’une bonne part du bois de Limours, partie intégrante du parc du château, devait être comptabilisée dans les 461 hectares de « jardins, parcs, maisons et bâtiments ».
L’église Saint-Pierre date du début du XVIe siècle, après le rachat de la seigneurie de Limours par Jean Poncet et son épouse Catherine Hurault, les vitraux, datent aussi du XVIe siècle et ont été classés monuments historiques après leur restauration en 1888. Au XVIIe siècle, Gaston d'Orléans entreprit la construction d’un clocher, mais les travaux ne furent terminés qu’au début du XXe siècle.

### La Révolution
En vertu de l’édit de juin 1787, une assemblée municipale, élue par les citoyens aisés, se réunit à Limours le 25 janvier 1789. La loi du 14 décembre 1789 transforma toutes les municipalités en communes et le nouveau conseil général de la commune fut élu le 7 février 1790.
En 1789, à l’aube de la Révolution française, vingt-trois hommes de Limours signèrent les vingt-deux articles de leur cahier de doléances. Leurs demandes couvraient aussi bien des problèmes nationaux : lois fixes, suppression de l’arbitraire, suppression des justices seigneuriales au profit d’une justice royale, égalité devant l’impôt. Certains articles allaient très loin dans le détail du local : suppression des ormes plantés sur les terres qui bordaient les chemins, car ils gênaient la production des grains.
Entre le très général et le très local, on trouve également la question, récurrente dans toutes les campagnes, du gibier : disparition des capitaineries, destruction des remises qui servaient de refuge au gibier. Les cultivateurs demandaient à être indemnisés en cas de dégâts occasionnés par le gibier, mais précisaient qu’à Limours ils n’avaient jamais de problème.
Les habitants soulignaient par ailleurs la charité, la bonté et la générosité de leur bonne comtesse de Brionne, mais cette dernière n’allait pas tarder à rejoindre les rangs de l’émigration. Les biens des émigrés ayant été déclarés biens nationaux par la loi du 26 avril 1792, la municipalité fit poser les scellés sur le château et fit procéder à la vente des meubles. Le château et le parc furent vendus en 1796, pour le quart du prix auquel ils avaient été achetés en 1775, par un journaliste qui dépeça le château de tout ce qui avait valeur marchande. En moins d’un an, le château devint complètement délabré. Complètement ruiné à l’issue de la Révolution, le château avait totalement disparu en 1835.
Le curé, Jean-Baptiste Mauduit, à qui l’on avait confié la tenue du registre de délibération du conseil de la commune, fit partie des prêtres jureurs, comme c’était le cas de la majorité des curés d’Île-de-France. Le culte catholique resta donc pratiqué à Limours jusqu’aux lois de déchristianisation de 1793. En novembre 1793, l’église devint « Temple de la raison », mais Limours retrouva son église et son curé pour y pratiquer le culte traditionnel en 1795. Le couvent, quant à lui, ne fut pas rouvert, car les bâtiments avaient été vendus comme biens nationaux.
En fin de compte, la Révolution à Limours ne se déroula pas au diapason de la Révolution parisienne. La population, à majorité paysanne, se serait vraisemblablement contentée des changements accordés par les États généraux : égalité devant l’impôt, justice unique.
Attachée à sa comtesse, la population limourienne accueillit cependant avec enthousiasme l’instauration de la première république et la population participa à l’effort national, qu’il s’agisse de la défense de la patrie ou de la solidarité en matière de subsistances. Les Limouriens firent l’apprentissage de la démocratie et choisirent ceux qu’ils jugeaient les plus aptes à gérer la ville. De fait, c’est la bourgeoisie commerçante et artisanale qui prit en charge la gestion de la commune.

### L'époque contemporaine

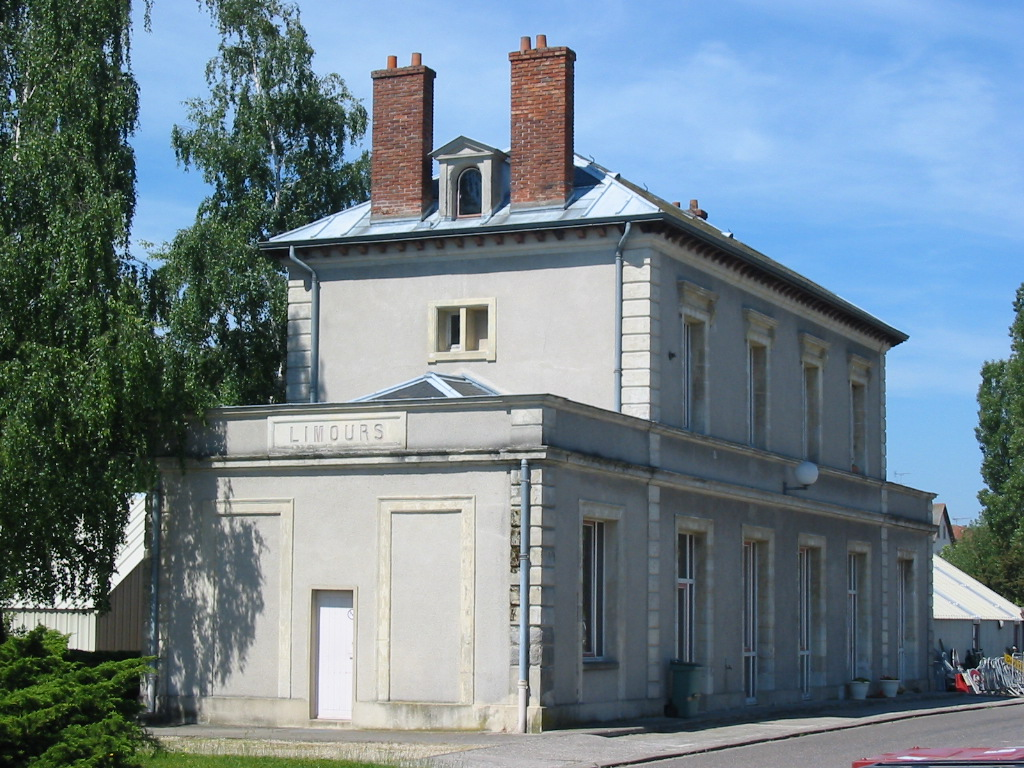
L’ancienne gare terminus de la ligne de Sceaux.

La halle de Limours située sur la place du bourg, comme à Arpajon, appartenait à la comtesse de Brionne et avait été déclarée bien national en 1792. En 1807, la municipalité n’avait pas les moyens de la racheter. Le nouveau propriétaire la loua alors à la commune. Il fallut attendre 1872 pour que la municipalité en fasse l’acquisition, mais, comme elle était devenue un danger public, le conseil municipal vota sa démolition en 1908, ce qui ne fut mené à bien qu’en 1911.
La mairie était à l’origine un petit bâtiment qui jouxtait la halle et qui servait pour le mesurage et le pesage des produits du marché. Ce bâtiment fut utilisé comme mairie à partir de 1807, la construction du porche à colonnes, avec fronton appliqué au mur date de 1820. Au début du XXe siècle, la halle avait disparu mais le marché de Limours avait une importance régionale pour certaines spécialités comme les châtaignes, dites marrons de Lyon, et les haricots chevriers. Les commerces de la ville se répartissaient surtout autour de la place du Marché et attiraient les populations environnantes.
La ligne de Sceaux qui reliait Paris à Palaiseau en 1851 finit par atteindre Limours via Saint-Rémy-lès-Chevreuse en 1867. Elle était d’abord uniquement ouverte aux voyageurs, puis, à partir de 1871, aux marchandises. Pendant la Première Guerre mondiale, la maison de repos Clamageran devint l'Hôpital auxiliaire de l'association des Dames de France (HAADF) no 282. De 1930 à la Seconde Guerre mondiale, Limours était également desservie par la ligne Paris-Chartres par Gallardon de la compagnie de l’État. La ligne était limitée à Massy-Palaiseau, car les travaux du prolongement jusqu’à Paris furent abandonnés. Un important viaduc est encore visible en 2008.
Seconde Guerre mondiale
Charles Tillon, membre du « triangle de direction » du parti communiste clandestin et chef des FTP, résida à Limours pendant l’Occupation, du début de l’année 1942 à juillet 1944. Il vécut avec sa femme et se fit passer pour un artiste peintre du nom de William Rocheteau. Benoît Frachon, autre membre du triangle, résidait alors dans la commune voisine de Forges-les-Bains, alors que Jacques Duclos, responsable du parti clandestin, résidait à Villebon-sur-Yvette,. Tillon n’avait évidemment aucun contact avec le groupe de résistance local, affilié au mouvement Vengeance, qui organisait la réception de parachutages d’armes, mais qui fut la victime d’une vague d’arrestations à la fin de l’année 1943,.
Marie-Françoise Borel s’illustra dans l’aide qu’elle apporta aux persécutés et qui lui valut la distinction de « Juste parmi les nations »,.
L'après-guerre
L’urbanisation commença mollement au début du XXe siècle avec le lotissement du Valménil qui comprenait cent soixante-sept lots répartis sur les dix-neuf hectares d’une propriété elle-même issue de l’ancien parc du château. Il s’agit de toute la partie nord-ouest de la ville actuelle. L’urbanisation s’accéléra à partir de 1968. Le nombre de résidences principales passa de sept cent soixante et un en 1968 à deux mille quatre-vingt-douze en 1990 et deux mille quatre-cent cinquante-huit en 2004.
De 1965 à 1976, Limours était le terminus d’une ligne expérimentale d’aérotrain, installée sur la plate-forme de l’ancienne ligne de l’État, qui la reliait à Gometz-la-Ville. Les installations, bien qu’à l’abandon depuis lors, sont toujours en place. La voie verte de l'aérotrain qui relie Gometz-la-Ville à Bonnelles est aménagée sur cette plate-forme.

## Politique et administration

### Rattachements administratifs et électoraux
Antérieurement à la loi du 10 juillet 1964, la commune faisait partie du département de Seine-et-Oise. La réorganisation de la région parisienne en 1964 fit que la commune appartient désormais au département de l'Essonne et à son arrondissement de Palaiseau après un transfert administratif effectif au 1er janvier 1968. Pour l'élection des députés, Limours fait partie de la quatrième circonscription de l'Essonne.
La commune était le chef-lieu du canton de Limours  depuis 1793. Dans le cadre du redécoupage cantonal de 2014 en France, la commune fait désormais partie du canton de Dourdan.
L’organisation juridictionnelle rattache les justiciables de Limours au tribunal d’instance de Palaiseau, au conseil de prud’hommes de Longjumeau et aux tribunaux de grande instance et de commerce d’Évry, tous dépendants de la cour d'appel de Paris.

### Intercommunalité
La commune est membre de la communauté de communes du pays de Limours, créée en 2002, et qui est une évolution du district de Limours créé le 9 novembre 1964.
Limours lui a notamment transféré les compétences de développement économique, aménagement du territoire, organisation des transports en commun, collecte et traitement des ordures ménagères et gestion de l’accueil des gens du voyage.
Elle est également membre, en 2017, du syndicat intercommunal d'assainissement des communes de Pecqueuse, Limours, Forges-les-Bains, Briis-sous-Forges (SIA) et au syndicat intercommunal d'hydraulique et d'assainissement de la région de Limours (SIHAL)

### Tendances et résultats politiques
Dans une quatrième circonscription plutôt engagée à droite, Limours fait figure de ville plutôt centriste, oscillant régulièrement et faiblement de droite à gauche.
Les résultats de la période 1995-2012 laissent bien apparaître cette tendance à la partition presque égale des suffrages, comme lors du scrutin municipal de 1995 où le candidat divers droite ne l’emporta qu’à 51 %. Il en était de même lors des législatives de 2002 où le candidat Pierre-André Wiltzer, ancien UDF rallié à l’UMP fit un score moindre à Limours que dans le reste de la circonscription, de la même manière, le candidat d’extrême droite Jean-Marie Le Pen fit à Limours un score moindre de six points qu’au niveau national.
En 2004, suivant la tendance nationale, les candidats socialistes arrivèrent en tête lors des élections régionales et européennes, mais dans cette dernière, la seconde liste choisie était celle de la candidate UDF, Limours se distinguant du reste du pays qui avait placé le candidat UMP en deuxième position, les électeurs Limouriens avait par contre plus largement voté pour Jean-Paul Huchon que le reste de la région (49,16 %) et du département (51,31 %).
Lors de l'élection présidentielle française de 2007, la partition des électeurs intervint encore avec une victoire de la candidate Ségolène Royal à seulement 50,06 % dans la commune et seulement, pour les législatives qui suivirent, 51,58 % pour la candidate, députée sortante Nathalie Kosciusko-Morizet, nettement inférieur au score de 56,09 % obtenu dans la quatrième circonscription.
Face aux enjeux européens, les électeurs Limouriens semblent relativement plus impliqués et intéressés par les institutions européennes, en témoignent les taux de participation relativement importants aux scrutins de 2004 et 2009, proche de 50 %, l’approbation en 2005 du traité de Rome de 2004 comme du référendum français sur le traité de Maastricht en 1992 à 59,09 %.
La politique locale, si elle peut sembler emprise d’un relatif conservatisme avec l’élection beaucoup plus nette du conseiller général en 2008 à 64,59 % est relativement « chahutée » pour les élections municipales, nécessitant même la tenue d’élections anticipées en 1993 provoquée par la mise en minorité du maire RPR Patrice Leroy par son premier adjoint Gérard Palazzo, RPR également. Ainsi c’était la liste menée par Christian Vinsot, apparenté PCF et non celle de Jacques Ryckelynck, ancien maire PS qui obtint le soutien des deux partis précités. Patrice Leroy avait le soutien du RPR et de Xavier Dugoin, alors président du Conseil général contre son adjoint. Il en résulta la victoire surprise du candidat de gauche soutenu par aucun parti et la déroute du maire sortant
. Une section du parti socialiste et du MoDem sont présentes dans la commune.
Élections présidentielles, résultats des seconds tours
- Élection présidentielle de 1995 : 53,6 % pour Jacques Chirac (RPR), 46,4 % pour Lionel Jospin (PS), 83,2 % de participation.[réf. nécessaire]
- Élection présidentielle de 2002 : 88,62 % pour Jacques Chirac (RPR), 11,38 % pour Jean-Marie Le Pen (FN), 86,06 % de participation[75].
- Élection présidentielle de 2007 : 50,06 % pour Ségolène Royal (PS), 49,94 % pour Nicolas Sarkozy (UMP) 88,04 % de participation[76].
- Élection présidentielle de 2012 : 53,09 % pour François Hollande (PS), 46,91 % pour Nicolas Sarkozy (UMP) 85,64 % de participation[77].
- Élection présidentielle de 2017 : 77,78 % pour Emmanuel Macron (LREM), 22,22 % pour Marine Le Pen (FN) 79,33 % de participation.

Élections législatives, résultats des deuxièmes tours
- Élections législatives de 2002 : 52,19 % pour Pierre-André Wiltzer (UMP), 47,81 % pour Marianne Louis (PS), 66,82 % de participation[78].
- Élections législatives de 2007 : 51,58 % pour Nathalie Kosciusko-Morizet (UMP), 48,42 % pour Olivier Thomas (PS), 62,77 % de participation[79].
- Élections législatives de 2012 : 52,05 % pour Olivier Thomas (PS), 47,95 % pour Nathalie Kosciusko-Morizet (UMP), 67,50 % de participation[80].
- Élections législatives de 2017 : 60,68 % pour Marie-Pierre Rixain (LREM), 39,32 % pour Agnès Evren (LR), 49,36 % de participation.
- Élections législatives de 2022 : 58,46 % pour Marie-Pierre Rixain (LREM), 41,54 % pour Amadou Deme (PCF)  54,70 % de participation[81].

Élections européennes, résultats des deux meilleurs scores
- Élections européennes de 2004 : 30,92 % pour Harlem Désir (PS), 16,56 % pour Marielle de Sarnez (UDF), 49,27 % de participation[82].
- Élections européennes de 2009 : 28,10 % pour Michel Barnier (UMP), 22,67 % pour Daniel Cohn-Bendit (Europe Écologie), 49,22 % de participation[83].
- Élections européennes de 2014 : 20,21 % pour Alain Lamassoure (UMP), 15,85 % pour Pervenche Berès (PS), 52,00 % de participation.
- Élections européennes de 2019 : 29,63 % pour Nathalie Loiseau (LREM), 16,70 % pour Yannick Jadot (EELV), 57,73 % de participation.

Élections régionales, résultats des deux meilleurs scores
- Élections régionales de 2004 : 53,29 % pour Jean-Paul Huchon (PS), 39,90 % pour Jean-François Copé (UMP), 70,44 % de participation[84].
- Élections régionales de 2010 : 58,64 % pour Jean-Paul Huchon (PS), 41,36 % pour Valérie Pécresse (UMP), 52,88 % de participation[85].
- Élections régionales de 2015 : 45,48 % pour Valérie Pécresse (LR), 42,81 % pour Claude Bartolone (PS), 62,93 % de participation.

Élections cantonales et départementales, résultats des deuxièmes tours
- Élections cantonales de 2001 : données non disponibles.
- Élections cantonales de 2008 : 64,59 % pour Christian Schoettl (DVD), 25,67 % pour Mouna Mathari (PS), 66,27 % de participation[86].
- Élections départementales de 2015 : 53,33 % pour Dany Boyer (DVD) et Dominique Echaroux (UMP), 46,67 % pour Maryvonne Boquet (PS) et Bernard Vera (PCF), 49,79 % de participation.

Élections municipales, résultats des deuxièmes tours
- Élections municipales anticipées 1993 : 50,46 % pour Jacques Ryckelynck (PS), 31,37 % pour Gérard Palazzo (DVD), 18,18 % pour Patrice Leroy (RPR), ? % de participation[87],[88],[89].
- Élections municipales de 1995 : 51,0 % pour André Gimenez (DVD) élu au premier tour, 49,0 % Jacques Ryckelynck (PS), 65,6 % de participation[90].
- Élections municipales de 2001 : données non disponibles.
- Élections municipales de 2008 : 67,32 % pour Jean-Raymond Hugonet (DVD) élu au premier tour, 32,68 % pour Nathalie Guiserix (DVG), 67,49 % de participation[91].
- Élections municipales de 2014 : 76,55 % pour Jean-Raymond Hugonet (DVD) élu au premier tour, 23,44 % pour Olivier Jouniaux (DVG), 63,77 % de participation.
- Élections municipales de 2020 : 67,45 % pour Chantal Thiriet (SE) élue au premier tour, 32,54 % pour Simone Cassette (DVG), 42,65 % de participation.

Référendums
- Référendum de 2000 sur le quinquennat présidentiel : 76,17 % pour le Oui, 23,83 % pour le Non, 35,54 % de participation[92].
- Référendum de 2005 relatif au traité établissant une Constitution pour l’Europe : 58,08 % pour le Oui, 41,92 % pour le Non, 75,56 % de participation[93].

### Liste des maires
| Période                                  | Période                   | Identité                     | Étiquette           | Qualité |
| ---------------------------------------- | ------------------------- | ---------------------------- | ------------------- | --- |
| Les données manquantes sont à compléter. |                           |                              |                     | |
| 1930                                     | 1960 ? (décès)            | Maurice Béné                 | PRRRS-RGR           | Industriel Député de Seine-et-Oise (2e circ.) (1946 → 1958) Conseiller général de Limours (1931 → 1951) |
| 1960 ?                                   | 1965                      | Henri Perraudeau (1913-2000) |                     | Notaire |
| 1965                                     | 1969                      | Paul Cousseran               |                     | Haut fonctionnaire |
| 1969                                     | mars 1977                 | Raymond Hugonet              |                     | Vétérinaire |
| mars 1977                                | mars 1989                 | Jacques Ryckelynck           | PS                  | Ingénieur EDF |
| mars 1989                                | décembre 1992             | Patrice Leroy                | RPR                 | Cadre BTP Mandat écourté à la suite de la démission de douze conseillers municipaux |
| février 1993                             | juin 1995                 | Jacques Ryckelynck           | PS                  | Ingénieur EDF Élu à la suite d'une élection municipale partielle, |
| juin 1995                                | mars 2001                 | André Gimenez                | RPR (app.)          | Pharmacien |
| mars 2001                                | novembre 2017             | Jean-Raymond Hugonet,        | UDF puis NC puis SE | Auteur-compositeur, batteur Sénateur de l'Essonne (2017 → ) Conseiller régional d'Île-de-France (2015 → 2017) Président de la CC du Pays de Limours (2014 → 2017) Président de l'Union des maires de l'Essonne (2013 → 2017 ) Démissionnaire à la suite de son élection de sénateur |
| novembre 2017                            | En cours (au 24 mai 2020) | Chantal Thiriet              | SE                  | Retraitée Vice-présidente de la CC du Pays de Limours (2017 → ) Réélue pour le mandat 2020-2026 |

### Démocratie participative
La municipalité a mis en place cinq conseils de quartier englobant l’ensemble du territoire communal.

### Ville Internet
En 2010, 2013 et 2016, la commune de Limours a reçu le label « Ville Internet @@@ ».

### Jumelages
| Ville | Ville          | Pays | Pays      | Période     |
| ----- | -------------- | ---- | --------- | ----------- |
|       | Minfeld        |      | Allemagne | depuis 1985 |
|       | Nioro du Sahel |      | Mali      | depuis 1983 |

## Population et société

### Démographie

#### Évolution démographique
L'évolution du nombre d'habitants est connue à travers les recensements de la population effectués dans la commune depuis 1793. Pour les communes de moins de 10 000 habitants, une enquête de recensement portant sur toute la population est réalisée tous les cinq ans, les populations de référence des années intermédiaires étant quant à elles estimées par interpolation ou extrapolation. Pour la commune, le premier recensement exhaustif entrant dans le cadre du nouveau dispositif a été réalisé en 2004.

En 2022, la commune comptait 6 408 habitants, en évolution de −4,29 % par rapport à 2016 (Essonne : +2,89 %, France hors Mayotte : +2,11 %).
| 1793 | 1800 | 1806 | 1821 | 1831 | 1836 | 1841 | 1846 | 1851  |
| ---- | ---- | ---- | ---- | ---- | ---- | ---- | ---- | ----- |
| 682  | 688  | 830  | 817  | 875  | 938  | 960  | 960  | 1 023 |

| 1856  | 1861  | 1866  | 1872  | 1876  | 1881  | 1886  | 1891  | 1896  |
| ----- | ----- | ----- | ----- | ----- | ----- | ----- | ----- | ----- |
| 1 043 | 1 104 | 1 211 | 1 188 | 1 204 | 1 178 | 1 141 | 1 207 | 1 324 |

| 1901  | 1906  | 1911  | 1921  | 1926  | 1931  | 1936  | 1946  | 1954  |
| ----- | ----- | ----- | ----- | ----- | ----- | ----- | ----- | ----- |
| 1 362 | 1 327 | 1 351 | 1 383 | 1 544 | 1 597 | 1 620 | 1 692 | 1 715 |

| 1962  | 1968  | 1975  | 1982  | 1990  | 1999  | 2004  | 2006  | 2009  |
| ----- | ----- | ----- | ----- | ----- | ----- | ----- | ----- | ----- |
| 1 965 | 2 264 | 4 201 | 4 774 | 6 324 | 6 465 | 6 414 | 6 283 | 6 456 |

| 2014  | 2019  | 2022  | - | - | - | - | - | - |
| ----- | ----- | ----- | - | - | - | - | - | - |
| 6 683 | 6 492 | 6 408 | - | - | - | - | - | - |

L’évolution démographique de la commune correspond à celle des autres bourgs de la région, elle a été lente et relativement continue depuis le premier recensement  des personnes en  1793  où Limours comptait officiellement six cent quatre-vingt-deux habitants. En  1806, elle atteignait le cap des huit cent trente résidents, en  1836  les neuf cent trente-huit Limouriens, en  1851  elle dépassait la tranche des mille personnes et ne connut sa première baisse qu’au recensement de 1872, consécutif à la guerre franco-prussienne de 1870. En  1876, la commune dépassait les mille deux cents habitants avant une nouvelle chute qui eut pour conséquence de ne repasser ce cap qu’en  1891.
Au début du XXe siècle en 1901, la commune comptait mille trois cent soixante-deux résidents, à peine plus en 1921 après la Première Guerre mondiale et seulement mille six cent quatre-vingt-douze personnes en 1946 au sortir de la Seconde Guerre mondiale. La progression se fit plus rapide ensuite, arrivant à plus de deux mille habitants en 1968, plus de trois mille en 1975, quatre mille sept cent soixante-quatorze en 1982 et six mille trois cent vingt-quatre en 1990, avant une nouvelle baisse identifiable lors du recensement de 2006, où la commune ne compte que six mille deux cent quatre-vingt-trois résidents permanents.
La commune de Limours a ainsi connu un accroissement lent entre 1725 à 1954 (environ 0,46 % par an de 1725 à 1906 et 0.57 % de 1906 à 1954). La croissance démographique s’est légèrement accrue dans les années 1960 (taux annuel moyen de 2,3 % entre 1954 et 1968) pour connaître une flambée exceptionnelle avec un taux annuel moyen de 8 % entre 1968 et 1973, qui revient ensuite à des niveaux plus modestes (2,2 % entre 1976 et 1982 et 3,6 % entre 1982 et 1990.
Pour les recensements en feux de l’Ancien Régime, les chiffres étaient de 560 habitants en 1725, 448 habitants en 1726, 200 feux en 1776 et 777 habitants en 1796.
D’autres chiffres différents des recensements officiels donnent 858 habitants en 1816, 810 en 1820, 960 en 1840, 1 211 en 1869, 1 204 en 1877, 1 214 en 1892 et 1 324 en 1896,.
Avec seulement 5,6 % de la population d’origine étrangère en 1999, l’immigration ne représente qu’une infime part de l’accroissement de population. La communauté la plus importante est originaire du Portugal pour 4,0 % de la population, suivie de l’Espagne et de l’Italie pour 0,3 % de la population et de l’Algérie et la Tunisie pour 0,2 % de la population.

#### Pyramide des âges
En 2018, le taux de personnes d'un âge inférieur à 30 ans s'élève à 33,3 %, soit en dessous de la moyenne départementale (39,9 %). À l'inverse, le taux de personnes d'âge supérieur à 60 ans est de 27,3 % la même année, alors qu'il est de 20,1 % au niveau départemental.
En 2018, la commune comptait 3 168 hommes pour 3 390 femmes, soit un taux de 51,69 % de femmes, légèrement supérieur au taux départemental (51,02 %).
Les pyramides des âges de la commune et du département s'établissent comme suit.
| Hommes | Classe d’âge | Femmes |
| ------ | ------------ | ------ |
| 0,4    | 90 ou +      | 1,3    |
| 7,6    | 75-89 ans    | 9,9    |
| 16,9   | 60-74 ans    | 18,5   |
| 22,8   | 45-59 ans    | 20,9   |
| 17,6   | 30-44 ans    | 17,5   |
| 15,0   | 15-29 ans    | 14,8   |
| 19,8   | 0-14 ans     | 17,1   |

| Hommes | Classe d’âge | Femmes |
| ------ | ------------ | ------ |
| 0,5    | 90 ou +      | 1,4    |
| 5,4    | 75-89 ans    | 7,2    |
| 12,9   | 60-74 ans    | 13,9   |
| 20     | 45-59 ans    | 19,4   |
| 19,9   | 30-44 ans    | 20,1   |
| 20     | 15-29 ans    | 18,2   |
| 21,3   | 0-14 ans     | 19,8   |

### Équipements scolaires

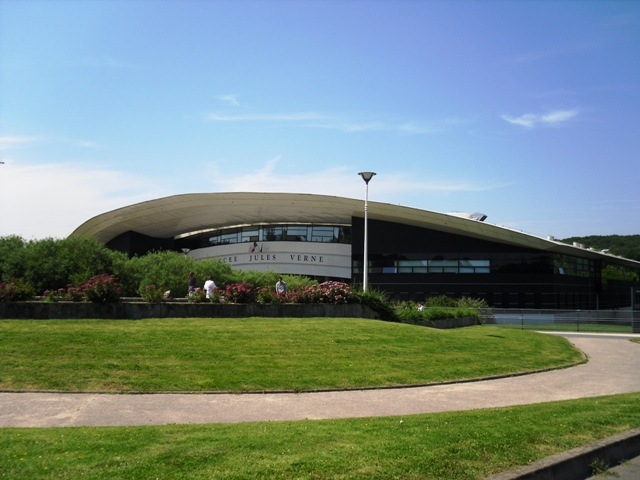
Le lycée Jules-Verne.

Les établissements scolaires de Limours dépendent de l’académie de Versailles.
Elle dispose en 2010 sur son territoire des écoles primaires Édouard-Herriot et Les Cendrières, du collège Michel-Vignaud et du lycée Jules-Verne qui dispose des sections générales et sciences et technologies de la gestion.
En 2009, un institut thérapeutique, éducatif et pédagogique est également installé dans le quartier Clamageran.
Un centre de loisirs accueille les enfants jusqu’à six ans, une crèche familiale et une crèche collective prennent en charge les jeunes enfants.
La fédération des parents d’élèves de l’enseignement public et la fédération des conseils de parents d'élèves sont représentées dans les établissements de la commune.
| Établissement                    |      |         |         |         |         |         |     |
| Établissement                    | 19-- | 1975-76 | 1979-80 | 1986-87 | 1994-95 | 2007-08 |     |
| -------------------------------- | ---- | ------- | ------- | ------- | ------- | ------- | --- |
| Maternelle E.Herriot             | ---  | 202     | 158     | 168     | 167     | 128     | --- |
| Maternelle Cendrière             | ---  | 107     | 89      | 142     | 139     | 132     | --- |
| Total Maternelles                | ---  | 309     | 257     | 309     | 306     | 260     | --- |
| École élémentaire E.Herriot      | ---  | 310     | 323     | 297     | 260     | 231     | --- |
| École élémentaire des Cendrières | ---  | 241     | 235     | 230     | 317     | 224     | --- |
| Total écoles élémentaires        | ---  | 551     | 558     | 527     | 577     | 455     | --- |

À la rentrée 2008, le lycée Jules-Verne, créé en 1994 comptait six cent quatre-vingts élèves, le collège Michel-Vignaud comptait sept cent trente et un élèves, contre mille quarante-neuf à la rentrée 1987 lorsque le collège de Briis-sous-Forges n’existait pas encore. Toujours en 2008, l’institut Clamageran accueillait quarante-sept élèves.

### Équipements de santé
Une résidence pour personnes âgées est installée en 2009 à proximité du centre-ville.
Les urgences et les pathologies graves sont traitées par le SMUR et le centre hospitalier d’Orsay[réf. nécessaire].
Douze médecins, sept chirurgiens-dentistes et deux pharmacies sont implantés en 2009 dans la commune.
En 2013, un centre de la protection maternelle et infantile est également implanté  dans la commune.

### Équipements culturels

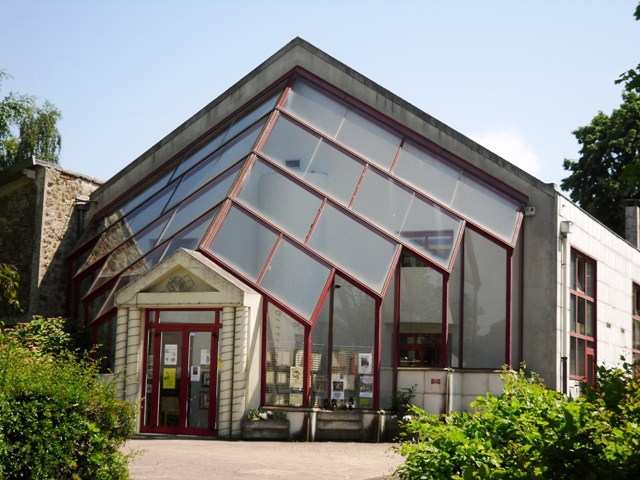
La bibliothèque Raymond-Queneau.

La commune dispose en 2009 de la bibliothèque municipale Raymond-Queneau et de la maison des jeunes et de la culture « Le Studio ».
L’école de musique intercommunale Claude Debussy assure la formation musicale.
La salle de spectacle La Scène, d’une capacité de trois cents places assises, a été inaugurée le 21 juin 2011. Dix-sept associations animent la commune.

### Équipements sportifs
La commune dispose de plusieurs installations à caractère sportif, la plus importante est le parc des sports Vincent-Coupet, équipé de deux terrains de football engazonnés et un stabilisé, d’une piste d'athlétisme et de onze courts de tennis dont deux couverts et quatre en terre battue.
L’espace d’évolution des Cendrières est équipé d’un terrain de football, d’un terrain de basket-ball, d’un boulodrome et d’un skatepark.
S’ajoutent trois gymnases, l’un comprenant une salle de basket-ball et volley-ball, un dojo et une salle d’agrès, la halle Georges-Dortet intercommunale équipée de trois salles omnisports et d’un mur d'escalade, le troisième le Nautilus équipé d’une salle omnisports. Un autre skatepark et boulodrome complète le parcours de santé aménagé dans les bois communaux.
Vingt-cinq associations assurent l’apprentissage et la promotion des diverses disciplines. La plus grande partie du parcours de golf de Forges-les-Bains est situé sur des terrains de la commune de Limours. L’équipe cadette du lycée Jules-Verne est arrivée treizième au championnat de France de basket-ball Union nationale du sport scolaire 2012, après avoir été successivement sacrée championne d’Essonne, puis championne de l’académie de Versailles et championne d’Île-de-France.

### Autres services publics
Outre les services municipaux, la commune dispose sur son territoire en 2010 d’un bureau de poste, d’une trésorerie principale, d’une brigade de gendarmerie nationale, d’un centre de secours mixte, d’un office notarial.

### Lieux de culte

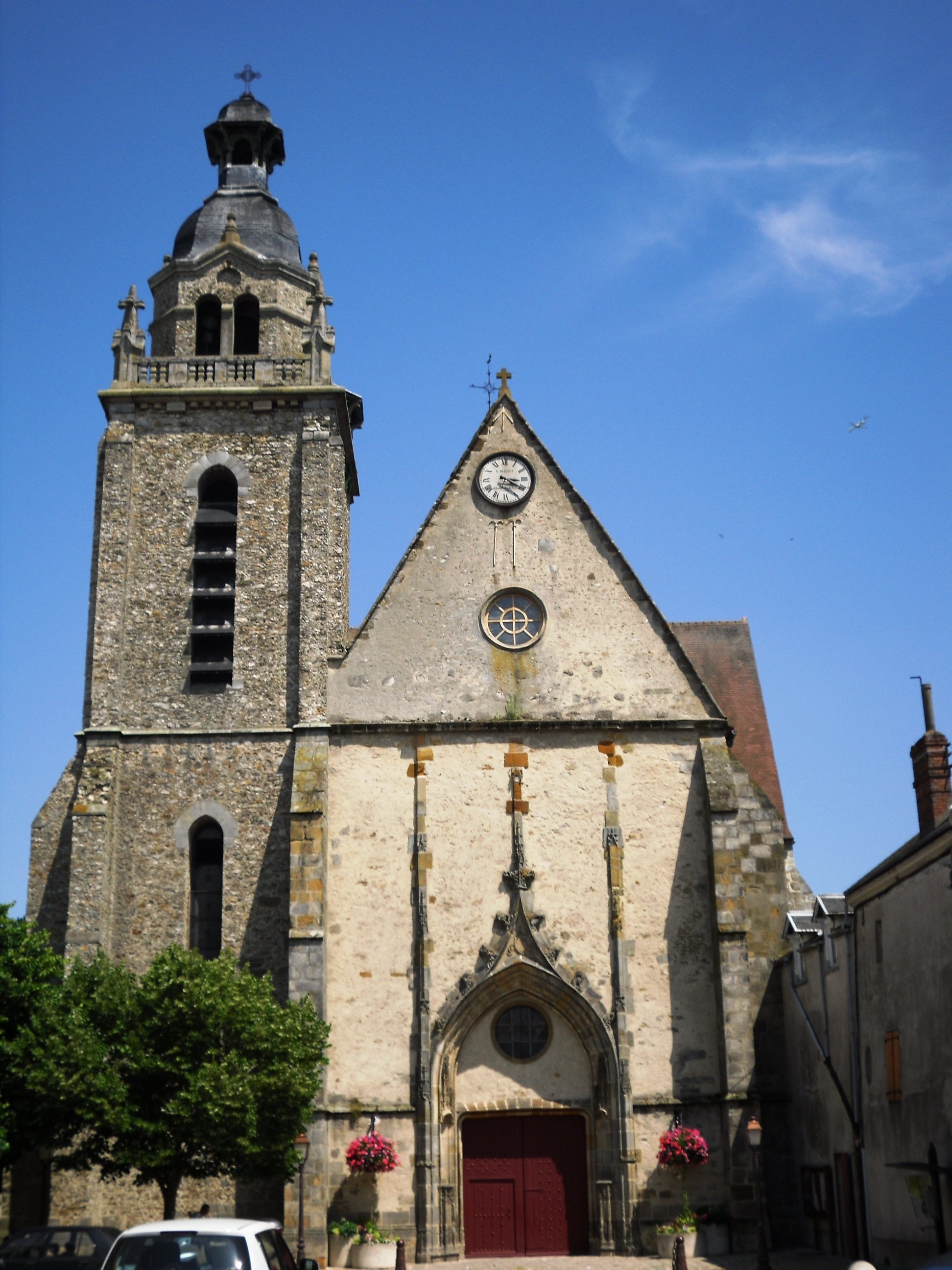
L’église catholique Saint-Pierre.

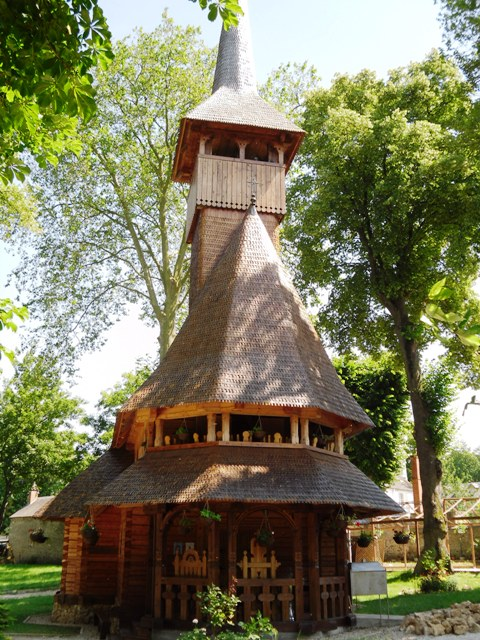
L’église orthodoxe de la Synaxe-de-la-mère-de-Dieu-et-du-saint-prophète-Élie.

La paroisse catholique de Limours est rattachée au secteur pastoral de Limours (anciennement  Doyenné de Limours) et au diocèse d'Évry-Corbeil-Essonnes.
Elle dispose pour le culte de l’église Saint-Pierre.
Limours est aussi le siège administratif de la métropole orthodoxe roumaine d'Europe occidentale et méridionale, la communauté y dispose de l’église de la Synaxe de la Mère de Dieu-et-du-saint-prophète-Élie inaugurée le 23 octobre 2005.
Une église protestante évangélique est aussi implantée dans la commune.

### Médias
La commune est située dans le bassin d’émission des chaînes de télévision France 3 Paris Île-de-France Centre, IDF1 et Téléssonne, les deux dernières intégrées à Télif. L’hebdomadaire Le Républicain relate les informations locales dans son édition Nord-Essonne comme la station de radio EFM. Le journal de la ville appelé Limours Magazine est distribué tous les mois (sauf août) dans les boîtes aux lettres des habitants.

## Économie

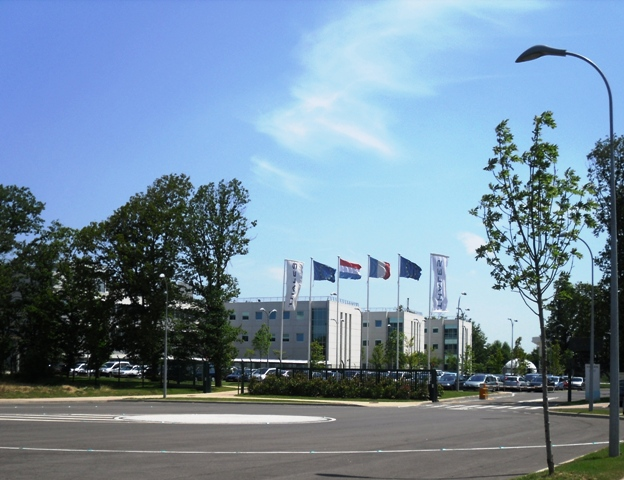
Le centre de Thales LAS France.

Limours est intégrée par l’Insee à la zone d’emploi d’Orsay qui regroupait en 1999 vingt-cinq communes et 125 975 habitants, les Limouriens représentant 5,14 % de cette population totale. Cependant, l’activité économique de Limours est sensiblement différente du reste de la zone, qui si elle ne comporte globalement que 0,7 % d’agriculteurs est tournée à 75 % vers le secteur tertiaire, Limours comptait elle encore 29 agriculteurs soit 1,6 % de la population active occupée dans la commune et une superficie cultivée de sept cent soixante-quatorze hectares répartis entre neuf exploitations.
Néanmoins, la vitalité commerciale du centre-ville permettait à la commune de proposer toujours en 1999 trois cent cinquante-deux emplois dans ce secteur sur les mille huit cent neuf personnes totales qui travaillaient à Limours. Autre secteurs d’activité importants localement, l’industrie électronique, qui employait deux cent quatre-vingt-neuf salariés, pour une très grande part au sein du site de Thales LAS France implanté à proximité du hameau de Roussigny.
Au total, c’est ainsi trois cent vingt-huit entreprises qui étaient installées à Limours en 2006, notamment dans  la zone d'activité du Clos des Fontaines, créée en 1979 sur plus de trois hectares, mais aucun établissement d’hébergement touristique. Cependant, la population active totale de la commune s’élevant à trois mille soixante-treize personnes, une large part d’entre eux doit se déplacer hors de la commune pour travailler, pour la plupart vers l’important parc d'activités de Courtabœuf ou le plateau de Saclay. Deux marchés sont organisés en centre-ville, les jeudis et dimanches matin.
Un important site de construction de Thalès est présent dans la commune.

### Emplois, revenus et niveau de vie
Pour 6,1 % de cette population, l’éloignement du bourg est une cause de chômage, pourtant plus faible que dans le reste du département et de la région. Cette situation relativement privilégiée se traduit aussi dans les formes d’emploi occupé et les statuts, 68 % des hommes et 58 % des femmes étant salariés en contrat à durée indéterminée et 25 % des chefs de ménages relevant du statut cadre, contre 18 % pour les professions intermédiaires arrivant en second.
Ainsi, le revenu net imposable moyen des résidents s’élevait en 2006 à 33 072 euros, plus de 75 % des foyers étaient effectivement imposables et 70 % des ménages étaient propriétaires de leur logement, pour 78 % des maisons individuelles et 72 % comprenant quatre pièces ou plus. Le revenu fiscal médian par ménage était en 2006 de 24 987 euros, ce qui plaçait Limours au quatre cent trente-cinquième rang parmi les 30 687 communes de plus de cinquante ménages en métropole et au quarante-et-unième rang départemental.
| Répartition des emplois par catégorie socioprofessionnelle en 2006. |              |                                           |                                                   |                            |                          |                           |
|                                                                     | Agriculteurs | Artisans, commerçants, chefs d’entreprise | Cadres et professions intellectuelles supérieures | Professions intermédiaires | Employés                 | Ouvriers                  |
| Limours                                                             | 0,0 %        | 8,9 %                                     | 25,2 %                                            | 25,5 %                     | 27,2 %                   | 13,3 %                    |
| Zone d’emploi d’Orsay                                               | 0,2 %        | 3,7 %                                     | 36,2 %                                            | 26,2 %                     | 21,4 %                   | 12,3 %                    |
| Moyenne nationale                                                   | 2,2 %        | 6,0 %                                     | 15,4 %                                            | 24,6 %                     | 28,7 %                   | 23,2 %                    |
| Répartition des emplois par secteur d'activité en 2006.             |              |                                           |                                                   |                            |                          |                           |
|                                                                     | Agriculture  | Industrie                                 | Construction                                      | Commerce                   | Services aux entreprises | Services aux particuliers |
| Limours                                                             | 1,6 %        | 21,4 %                                    | 4,2 %                                             | 15,7 %                     | 12,5 %                   | 8,6 %                     |
| Zone d’emploi d’Orsay                                               | 1,0 %        | 13,4 %                                    | 3,8 %                                             | 18,1 %                     | 30,5 %                   | 5,4 %                     |
| Moyenne nationale                                                   | 3,5 %        | 15,2 %                                    | 6,4 %                                             | 13,3 %                     | 13,3 %                   | 7,6 %                     |
| Sources : Insee                                                     |              |                                           |                                                   |                            |                          |                           |

## Culture locale et patrimoine

### Patrimoine environnemental
Au sud de la commune, le parc de l’ancien couvent accueille un arboretum. En centre-ville, l’association « Mon Oasis » gère en 2009 une ferme pédagogique.
À terme, la coulée verte du sud parisien devrait passer par la commune dans sa course jusque Rambouillet en suivant l’ancienne ligne Paris - Chartres par Gallardon.
La commune a été récompensée en 2010 par une fleur au concours des villes et villages fleuris, elle devrait se prononcer en 2010 pour rejoindre le parc naturel régional Haute Vallée de Chevreuse.
Les bois au sud du bourg et ceux longeant le cours de la Prédecelle ont été recensés au titre des espaces naturels sensibles par le conseil général de l'Essonne.

### Lieux et monuments
Le patrimoine architectural de Limours est relativement riche et divers. Le monument le plus remarquable est l’église Saint-Pierre, inscrite aux monuments historiques le 16 juin 2006, dont les fondations datent du XIIe siècle, les élévations du XVIe siècle et le clocher du XVIIe siècle. Elle est décorée de vitraux du XVIe siècle, pour certains classés le 11 août 1888 et le 23 mai 1975 et d’une peinture à l’huile du XVIIe siècle représentant l’Annonciation classée le 25 septembre 1991.
Le patrimoine bâti est complété par les édifices restant du vaste château de Limours d’Anne de Pisseleu, dont le colombier et deux pavillons construits par Jacques Hardouin-Mansart de Sagonne, dont l’un servi de caserne de gendarmerie, tous trois datant du XVIIIe siècle. Après la tempête de 1999 des restes du château ont été retrouvés dans le parc Pécheux au centre de la commune. Mais des soucis économiques n’ont pas permis des recherches plus approfondies.
Au XIXe siècle, la construction de la voie ferrée dont subsiste encore l’ancienne gare de Limours et le viaduc de la Prédecelle en meulière permit aux bourgeois de s’installer à Limours et d’édifier des demeures importantes, dont le nouveau château dit de Limours et l’actuelle résidence de l’archevêché orthodoxe roumain au début du XXe siècle. Ce château dit de Limours situé rue du couvent date des années 1860. Cette propriété a appartenu à la famille Gripon jusqu’en 1939. En 1956, elle fut rachetée par l’association « Solidarité des réfugiés israélites » avec l’aide du parlement de l’Allemagne de l'Ouest pour y accueillir des survivants des camps d’extermination. Au début du XXe siècle, la propriété fut vendue à un promoteur.
Au cours des XIXe et XXe siècles, la commune s’équipa, laissant aujourd’hui la mairie néoclassique datant de 1844, le lavoir du Cormier de 1869 et les anciens bains publics de 1947.
L’architecture contemporaine est constituée de l’église orthodoxe roumaine construite en bois de tilleul dans le style traditionnel de la région du Maramures (nord de la Roumanie) et inaugurée le 23 octobre 2005 et le lycée Jules-Verne réalisé en 1994 par l’architecte français Alain Sarfati.

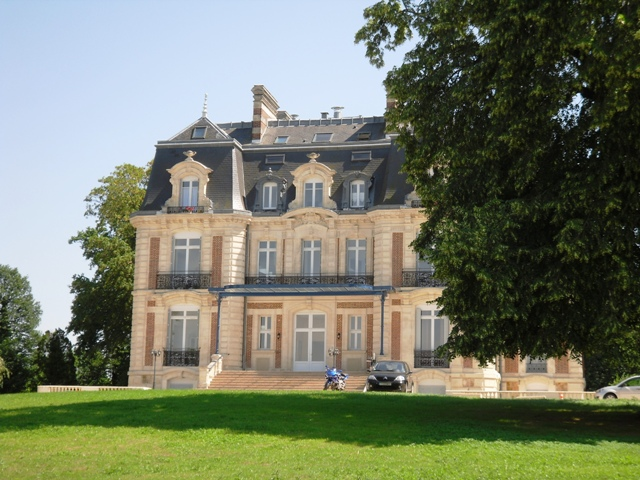
Le château de Limours.
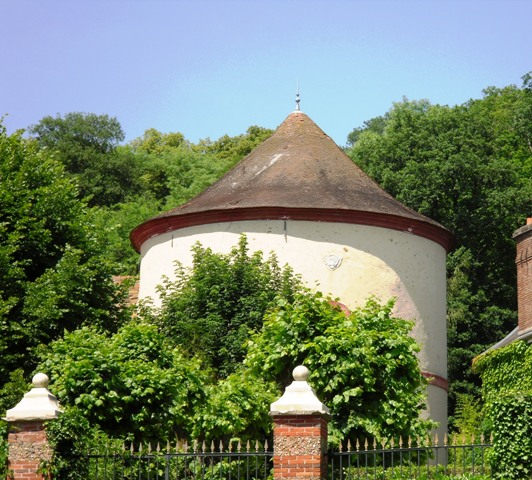
Le colombier de l’ancien château.
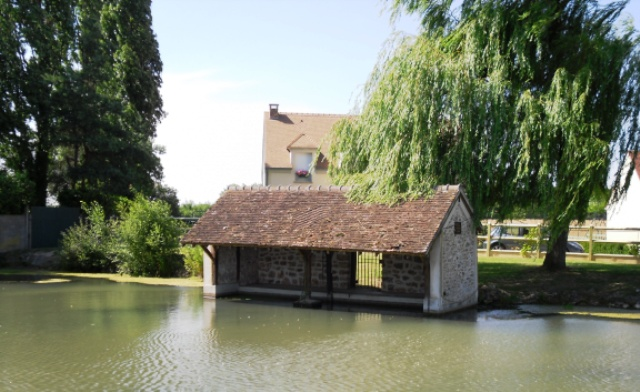
Le lavoir du Cormier.
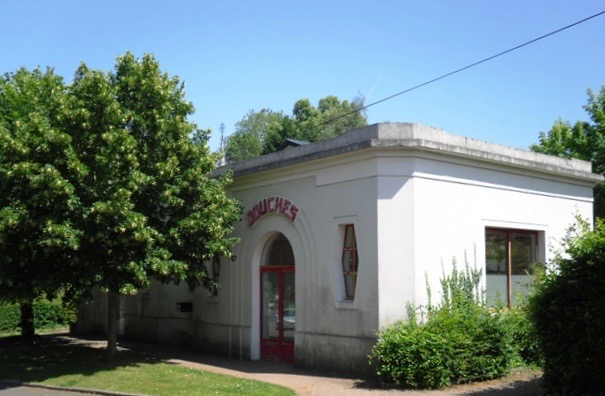
Les anciens Bains & Douches.
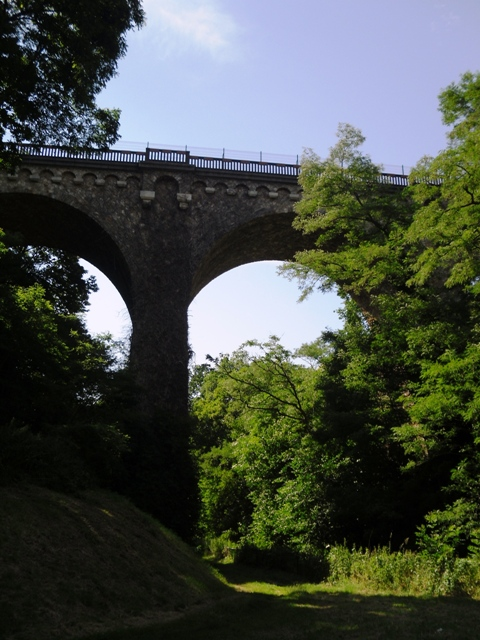
Le viaduc de la Prédecelle.

### Personnalités liées à la commune

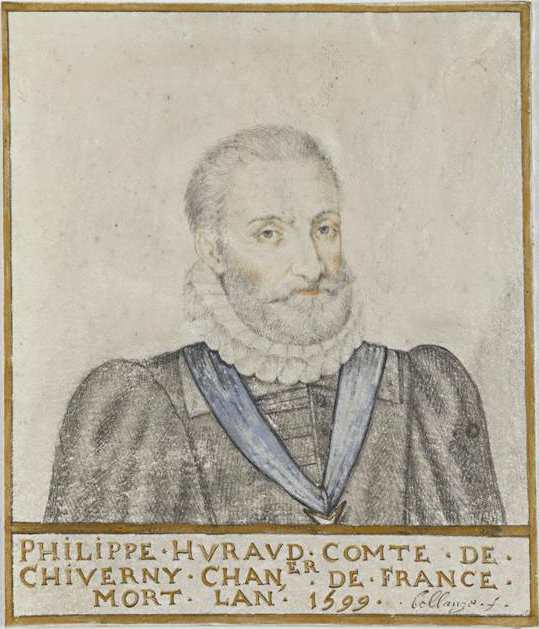
Philippe Hurault de Cheverny.

Différents personnages publics sont nés, décédés ou ont vécu à Limours :
- Diane de Poitiers (1499-1566), favorite d’Henri II en est le seigneur.
- Anne de Pisseleu (1508-1575), favorite de François Ier en est le seigneur.
- Philippe Hurault de Cheverny (1528-1599), chancelier de France est comte de Limours. Il rachète en 1597 le château qui avait appartenu à son oncle Jean Poncher, conseiller de François Ier[166].
- Anne de Batarnay de Joyeuse (1560-1587), mignon du roi Henri III en est le seigneur.
- Armand Jean du Plessis de Richelieu (1585-1642), cardinal pair de France en est le seigneur.
- Gaston de France (1608-1660), duc d’Orléans en est le seigneur.
- Jean-Jules Clamageran (1827-1903), homme politique, y est mort.
- Louise Lavrut (1874-1956), peintre, y est née.
- Jean-Paul Dubray (1882-1940), artiste et imprimeur, y fonde Le Livre et l'image à la fin de la Première Guerre mondiale.
- Marcel Benoist (1895-1983), homme politique, y est né.
- Charles Tillon (1897-1993), homme politique et résistant, s’y cache durant la Seconde Guerre mondiale.
- Paul Braffort (1923-2018), ingénieur et poète, y a été conseiller municipal.
- Marie Redonnet (1948- ), écrivaine, y enseigna.
- Justine Becattini, dite Juju Fitcats (1995-), vidéaste web et animatrice de télévision française, a grandi sur la commune et y a été scolarisée.

### Héraldique et logotype

Logo.

| Blason de Limours | Blason  | D’argent à la croix d’azur cantonnée de quatre soleils non figurés de gueules. |
| Blason de Limours | Détails | Le blason de la commune est repris de celui de la maison Hurault de Cheverny. La commune s’est en outre dotée d’un logotype reprenant l’ombre de soleil surmontant le nom de Limours. |

### Limours dans les arts et la culture
- Au XVIe siècle, Limours était connue à la cour de France pour accueillir les expériences de vie dissolue du roi Henri III, notamment chez son mignon le duc de Joyeuse[167].
- Le nom de la commune est utilisé pour la dénomination des deux aires de repos sur l’autoroute A10 voisine, l’aire de Limours—Janvry dans le sens Paris-Province et l’aire de Limours—Briis-sous-Forges dans le sens Province-Paris toutes deux situées au point kilomètrique 5[168].